# Dieter Linnekogel
Pour les articles homonymes, voir Linnekogel.
Dieter Linnekogel né le 15 septembre 1992, est un joueur allemand de hockey sur gazon. Il évolue au poste d'attaquant au Der Club an der Alster et avec l'équipe nationale allemande.

## Carrière
Il a débuté en équipe première le 28 février 2015 à Cape Town lors d'un double match amical face à l'Afrique du Sud.

## Palmarès
- : 1er à la Sultan of Johor Cup 2012
- : 1er à la Coupe du monde U21 en 2013